# Nati nel 1907/Dicembre
| Questa pagina contiene informazioni ricavate automaticamente dalle voci biografiche con l'ausilio del template Bio e di un bot. L'aggiornamento è periodico e automatico e ricostruisce completamente la pagina. Se manca una persona in questa lista, sei pregato di non aggiungerla, ma accertati piuttosto che la sua voce biografica contenga il template Bio e che i dati anagrafici siano correttamente compilati. Se il template Bio manca, inseriscilo tu stesso o, in alternativa, metti l'avviso {{tmp\|Bio}} che ne segnala la mancanza. Se i dati riportati sono sbagliati, correggi direttamente la voce biografica; le modifiche saranno visibili in questa lista entro pochi giorni. Per chiarimenti vedi il progetto biografie. La lista contiene solo le 124 persone che sono citate nell'enciclopedia e per le quali è stato implementato correttamente il template Bio. Pagina aggiornata al 10 giu 2025. |

- 1º dicembre - Francesco Cataldo, politico italiano († 1969)
- 1º dicembre - Eckhard Christian, militare tedesco († 1985)
- 1º dicembre - Luigi Gioacchino Nebbia, calciatore italiano († 1997)
- 1º dicembre - Nereo Pasquali, calciatore italiano († 1983)
- 1º dicembre - Alex Wilson, velocista e mezzofondista canadese († 1994)
- 2 dicembre - Armando Zucchini, ciclista su strada e ciclocrossista italiano († 1950)
- 3 dicembre - Giovanni Andreozzi, militare italiano († 1937)
- 3 dicembre - Angelo Arcari, calciatore e allenatore di calcio italiano († 1985)
- 3 dicembre - Connee Boswell, cantante statunitense († 1976)
- 4 dicembre - Solomon Markovič Hromčenko, tenore russo († 2002)
- 4 dicembre - Edvard Ravnikar, architetto sloveno († 1993)
- 4 dicembre - Ioan Suciu, vescovo cattolico rumeno († 1953)
- 5 dicembre - William Barclay, presbitero, teologo e biblista britannico († 1978)
- 5 dicembre - Lin Biao, generale, politico e scrittore cinese († 1971)
- 5 dicembre - Giuseppe Occhialini, fisico italiano († 1993)
- 5 dicembre - Béla Volentik, calciatore e allenatore di calcio ungherese († 1990)
- 6 dicembre - Virgilio Bellone, musicista e religioso italiano († 1981)
- 6 dicembre - Giovanni Ferrari, calciatore e allenatore di calcio italiano († 1982)
- 6 dicembre - Luigi Tito, pittore italiano († 1991)
- 7 dicembre - Imre Ámos, pittore ungherese († 1944)
- 7 dicembre - Roberto Bianchi Montero, regista, sceneggiatore e attore italiano († 1986)
- 7 dicembre - Renato Bossi, tennista e attore italiano († 1948)
- 7 dicembre - Antonio León Ortega, scultore spagnolo († 1991)
- 7 dicembre - Friedrich Müller, calciatore tedesco († 1978)
- 8 dicembre - Laudomia Bonanni, scrittrice italiana († 2002)
- 8 dicembre - George Christopher, politico greco († 2000)
- 8 dicembre - Pentti Tevä, aviatore e militare finlandese († 1940)
- 9 dicembre - Isolina Carrillo, compositrice, musicista e cantante cubana († 1996)
- 9 dicembre - Robert Fein, sollevatore austriaco († 1975)
- 9 dicembre - Jerzy Skolimowski, canottiere e architetto polacco († 1985)
- 10 dicembre - Sidney Fox, attrice statunitense († 1942)
- 10 dicembre - Rumer Godden, scrittrice, poetessa e sceneggiatrice inglese († 1998)
- 10 dicembre - Lucien Laurent, calciatore francese († 2005)
- 10 dicembre - Amedeo Nazzari, attore italiano († 1979)
- 10 dicembre - Bruno Scher, calciatore e allenatore di calcio italiano († 1978)
- 11 dicembre - Camillo Rossi, attore, regista e scultore italiano († 1982)
- 11 dicembre - Adriano Vignoli, ciclista su strada italiano († 1996)
- 11 dicembre - Giovanni Zucca, calciatore italiano († 1975)
- 12 dicembre - Renato Ferretti, calciatore e allenatore di calcio italiano († 1984)
- 12 dicembre - Jesús Suevos, giornalista, politico e dirigente pubblico spagnolo († 2001)
- 13 dicembre - Giuseppe Biondi, calciatore italiano († 1976)
- 13 dicembre - Marcel Desrousseaux, allenatore di calcio e calciatore francese († 1974)
- 13 dicembre - Ladislao Findysz, presbitero polacco († 1964)
- 13 dicembre - Theodor Wisch, generale tedesco († 1995)
- 13 dicembre - Luciano Zani, militare italiano († 1992)
- 14 dicembre - Juan Carlos Corazzo, calciatore e allenatore di calcio uruguaiano († 1986)
- 14 dicembre - Florence Fair, attrice statunitense († 1969)
- 14 dicembre - Georg Frank, calciatore tedesco († 1944)
- 14 dicembre - Paolo Lami, calciatore italiano († 1970)
- 14 dicembre - Gaspar Rubio, calciatore e allenatore di calcio spagnolo († 1983)
- 15 dicembre - Máximo Arnáiz, cestista spagnolo († 1979)
- 15 dicembre - Gordon Douglas, regista statunitense († 1993)
- 15 dicembre - Phyllis Harding, nuotatrice britannica († 1992)
- 15 dicembre - Oscar Niemeyer, architetto brasiliano († 2012)
- 15 dicembre - Nikolaj Vasil'evič Nikitin, architetto e ingegnere sovietico († 1973)
- 15 dicembre - Iosif Solomonovič Šapiro, regista sovietico († 1989)
- 16 dicembre - Albino Galvano, pittore, storico dell'arte e filosofo italiano († 1990)
- 16 dicembre - Barbara Kent, attrice canadese († 2011)
- 16 dicembre - Carlo Radice, calciatore italiano († 1976)
- 16 dicembre - Mario Romani, calciatore italiano († 1977)
- 17 dicembre - Christianna Brand, scrittrice britannica († 1988)
- 17 dicembre - Géza von Radványi, regista, sceneggiatore e produttore cinematografico ungherese († 1986)
- 18 dicembre - Christopher Fry, drammaturgo britannico († 2005)
- 18 dicembre - Filiberto Guala, dirigente d'azienda e presbitero italiano († 2000)
- 18 dicembre - Bill Holland, pilota automobilistico statunitense († 1984)
- 18 dicembre - Dino Nobis, calciatore italiano († 1931)
- 19 dicembre - Massimiliano Aloisi, patologo e biologo italiano († 1999)
- 19 dicembre - Amerigo Bedetti, calciatore e arbitro di calcio italiano († 1993)
- 19 dicembre - Jimmy McLarnin, pugile canadese († 2004)
- 19 dicembre - Vasja Pirc, scacchista jugoslavo († 1980)
- 19 dicembre - Alberto Spadolini, danzatore, attore e pittore italiano († 1972)
- 20 dicembre - István Bárány, nuotatore ungherese († 1995)
- 20 dicembre - Maurice Henry, poeta e pittore francese († 1984)
- 20 dicembre - Paul Francis Webster, paroliere statunitense († 1984)
- 21 dicembre - Black Ace, chitarrista statunitense († 1972)
- 21 dicembre - Pietro Bonfiglio, calciatore italiano
- 21 dicembre - Zoja Fёdorova, attrice sovietica († 1981)
- 21 dicembre - Angelo Giacomazzi, arrangiatore, direttore d'orchestra e compositore italiano († 1977)
- 21 dicembre - Quiterio Olmedo, calciatore paraguaiano
- 21 dicembre - Policarpo Ribeiro de Oliveira, calciatore brasiliano († 1986)
- 21 dicembre - Albert Schwartz, nuotatore statunitense († 1986)
- 22 dicembre - Peggy Ashcroft, attrice britannica († 1991)
- 22 dicembre - Doris Miles Disney, scrittrice statunitense († 1976)
- 22 dicembre - Bernardino Palazzi, pittore italiano († 1986)
- 22 dicembre - Rolando Quadri, giurista italiano († 1976)
- 22 dicembre - Fred M. Wilcox, regista statunitense († 1964)
- 23 dicembre - Gioacchino Dallari, politico, giornalista e agronomo italiano
- 23 dicembre - Rina Franchetti, attrice italiana († 2010)
- 23 dicembre - James Roosevelt, politico e generale statunitense († 1991)
- 23 dicembre - Avraham Stern, militare e poeta israeliano († 1942)
- 23 dicembre - Ulanhu, generale e politico cinese († 1988)
- 23 dicembre - Ettore Zini, allenatore di calcio e calciatore italiano († 1987)
- 24 dicembre - Piero Castello, calciatore italiano († 1980)
- 24 dicembre - André de Cayeux de Senarpont, geologo e paleontologo francese († 1986)
- 24 dicembre - John Patrick Cody, cardinale e arcivescovo cattolico statunitense († 1982)
- 24 dicembre - Salvatore Giorgetti, calciatore e allenatore di calcio italiano
- 25 dicembre - Cab Calloway, cantante, musicista e attore statunitense († 1994)
- 25 dicembre - Gino De Biasi, calciatore italiano († 1954)
- 25 dicembre - Ermenegildo Gastaldi, neurologo e psichiatra italiano († 1973)
- 25 dicembre - Dolores Hitchens, scrittrice statunitense († 1973)
- 25 dicembre - Mike Mazurki, attore e wrestler statunitense († 1990)
- 25 dicembre - Adolfo Saporetti, pittore italiano († 1974)
- 25 dicembre - Jeanne Van Kesteren, giavellottista e cestista belga († 2011)
- 25 dicembre - Vittorio Zarfati, attore italiano († 1994)
- 26 dicembre - Gabriele Allegra, presbitero, francescano e biblista italiano († 1976)
- 26 dicembre - Crisant Bosch, calciatore spagnolo († 1981)
- 26 dicembre - Damaso da Celle Ligure, presbitero italiano († 1988)
- 26 dicembre - Albert Gore senior, politico statunitense († 1998)
- 26 dicembre - Kurt Stössel, calciatore tedesco († 1978)
- 27 dicembre - Fernando Bassoli, politico italiano († 1988)
- 27 dicembre - Quirino De Giorgio, architetto italiano († 1997)
- 27 dicembre - Sebastian Haffner, scrittore, giornalista e storico tedesco († 1999)
- 27 dicembre - Johann Trollmann, pugile tedesco († 1944)
- 27 dicembre - Willem van Otterloo, direttore d'orchestra e compositore olandese († 1978)
- 28 dicembre - Carlos Gouvêa Coelho, arcivescovo cattolico brasiliano († 1964)
- 28 dicembre - Heinrich Maria Janssen, vescovo cattolico tedesco († 1988)
- 28 dicembre - Erich Mielke, politico, generale e agente segreto tedesco-orientale († 2000)
- 28 dicembre - Mario Paniati, calciatore italiano († 1932)
- 28 dicembre - Arnaldo Vighi, calciatore italiano († 1952)
- 29 dicembre - Arne Børresen, calciatore norvegese († 1947)
- 29 dicembre - Freda Jackson, attrice britannica († 1990)
- 30 dicembre - William Randolph Lovelace II, medico statunitense († 1965)
- 30 dicembre - Sigmund Ruud, saltatore con gli sci, sciatore alpino e dirigente sportivo norvegese († 1994)
- 31 dicembre - Ramón de la Fuente, calciatore spagnolo († 1973)